# Claude Charles-Catherine
Claude Charles-Catherine, née le 11 septembre 1953 à Paris où elle est morte le 9 mars 2011, est une militante, autrice et animatrice de radio française.

## Biographie
Claude Charles-Catherine naît le 11 septembre 1953 à Paris, d’un père martiniquais violent et d’une mère bourguignonne, qui finira par expulser ce mari brutal. Elle quitte l'école en classe de sixième après avoir été confrontée à des discriminations raciales et des humiliations. 
Elle devient mère à 17 ans, donnant naissance le 28 mai 1971 à Christophe Khider, puis à Cyril le 27 novembre 1973. Elle fuit leur père qui la bat. Ses premières années d’adulte sont marquées par des relations abusives, des addictions et des activités illégales, qui la conduisent à plusieurs séjours en prison. Malgré ces difficultés, elle se passionne pour la lecture et développe une culture autodidacte.  
Elle contracte le sida qu’elle transmet à sa fille, née en 1981 et à l’un de ses partenaires. Vers 1985, elle part dans le Lubéron où elle vit une dizaine d’années.  
En janvier 1992, son fils ainé Christophe, est condamné une première fois par la cour d'assises des mineurs à cinq ans de prison pour un vol avec arme commis à l'âge de 17 ans. Le 22 mars 1995, il tue un homme après avoir attaqué à main armée une banque. Il est condamné à trente ans de réclusion. S’ensuivent une série de condamnations, d’évasion et tentatives d’évasions. Cyril, le cadet, participe à la tentative d’évasion du centre pénitentiaire de Fresnes le 27 mai 2001 en hélicoptère et est arrêté puis condamné lui aussi. 
Face aux condamnations de ses fils, notamment celle de Christophe Khider pour meurtre, elle s'engage dans une critique des conditions pénitentiaires et contre la durée des peines,.
En 2003, elle publie un récit autobiographique, Dieu existe pour les gens comme moi, avec Nicolas Poincaré. 
Elle fonde en 2008 l’Association pour le respect des proches des personnes incarcérées (ARPPI). Dans sa charte, l’association déclare « On dit que nous sommes les meilleurs garants de la réinsertion de nos proches et de cela nous sommes conscients, mais au lieu de nous soutenir on nous méprise, on nous bafoue, on nous piétine. Nous avons décidé de sortir de l’ombre en refusant l’obscurité dans laquelle nous vivons, nous demandons à être vus, écoutés et entendus afin de faire valoir notre droit au respect et à la dignité. »
Parallèlement, elle anime une émission sur Radio Libertaire, la station de radio de la Fédération anarchiste (FA), un blog et participe à des groupes de réflexion sur les réformes judiciaires et pénitentiaires.
Elle meurt le 9 mars 2011 à Paris.

## Publication
Dieu existe pour les gens comme moi  (2003)  (ISBN 9782213615172).